# Puppey
Clement Ivanov (6 de marzo de 1990), conocido como Puppey, es un jugador profesional estonio de Dota 2. Fue miembro fundador de Team Secret y actualmente compite para Edge.

## Carrera

### DotA clásica
Se inició en 2007 con Xero Skill y militó en equipos como KingSurf.International y Nirvana.International antes de unirse a Natus Vincere, con quienes ganó The International 2011 (US$1 000 000) y el ESWC 2011.

### Dota 2
Con Na'Vi logró el primer puesto en TI 2011 y fue subcampeón en TI 2012 y TI 2013, además de imponerse en torneos como Alienware Cup y StarLadder. Tras su salida en 2014, fundó Team Secret, donde ganó ESL One Frankfurt 2015, el Shanghai Major 2016 y se convirtió en el primer jugador en ganar cinco majors oficiales al imponerse en DreamLeague Season 13 (2020).
En noviembre de 2024 disputó la Fall Series de 1win (US$100 000). En junio de 2025 fichó por Edge para competir en Sudamérica.